# مقاطعة غرانت (مينيسوتا)
مقاطعة غرانت (بالإنجليزية: Grant County)‏ هي إحدى مقاطعات ولاية مينيسوتا في الولايات المتحدة الأمريكية.